# Richthofen Pass
Richthofen Pass är ett bergspass i Antarktis. Det ligger i Västantarktis. Argentina, Chile och Storbritannien gör anspråk på området. Richthofen Pass ligger 563 meter över havet.
Terrängen runt Richthofen Pass är kuperad åt nordväst, men åt sydost är den platt. Trakten är obefolkad. Det finns inga samhällen i närheten. 